# 耳から白い糸
耳から白い糸 （みみからしろいいと）とは、耳に開けたピアスの穴にまつわる怪異譚で、都市伝説の一種。

## 概要
『耳に開けたピアスの穴から白い糸が出てきたので引っ張ったところ、糸は急にちぎれ、その人は目が見えなくなった。その糸は視神経だったのだ』というもの。「脳幹神経の一部を引っ張り出してしまった」、「失明した事を怨み、ピアスをしている人の耳を齧る『かじり女（カオルさん）』になった」、などの派生系も存在する。

## 検証
「ピアスの穴開け」は専門の清潔な器具を用いて行えば安全であり、当然ながら失明は元より障害が残る事などありえない。画家のフィンセント・ファン・ゴッホは耳たぶを失ったが、失明をしたなどという事実はない。
- そもそも視神経は脳神経の一つのため脳と直接つながっており、耳たぶには通っていない。また視神経はタコ糸程度の太さがあるため、それよりも小さなピアス穴から露出するという点も不自然である。
- 「東洋医学の目に関係するツボが耳に存在するため」と説明を試みる例もあるが、「ツボ」は流派によって異なることが多く、科学的に立証することは難しい。 また、ツボに刺激を加えることで失明に至ったという事例は今まで確認されていない。
- 人によっては、ピアスの穴から「白い物体」が出ることがある。これは、にきびなどと同様の余分な脂分の集合体である「角栓」や「粉瘤腫の中身」であると考えられる。
- ピアスの危険性を誇張する目的でこの噂が用いられる例がある。これは『ピアス＝不良』という偏見が根底にある一部の親や教師が、子供たちに対し方便として用いたものが広く流布したためで、これこそがこの噂が都市伝説化した原因であるという指摘もある。

## 関連作品
- 『グラップラー刃牙』: 同漫画に登場するキャラクター・鎬 昴昇の必殺技「紐切り」はこの都市伝説から着想を得ている事が原作者により語られている。
- 『地獄先生ぬ〜べ〜』: 第18巻158話「糸が出た!」の巻でこの都市伝説が触れられている。
- 『渋谷怪談 サッちゃんの都市伝説』: 第7話「耳たぶの白い糸」にてこの都市伝説が題材として扱われている。